# شيفروليه كروز

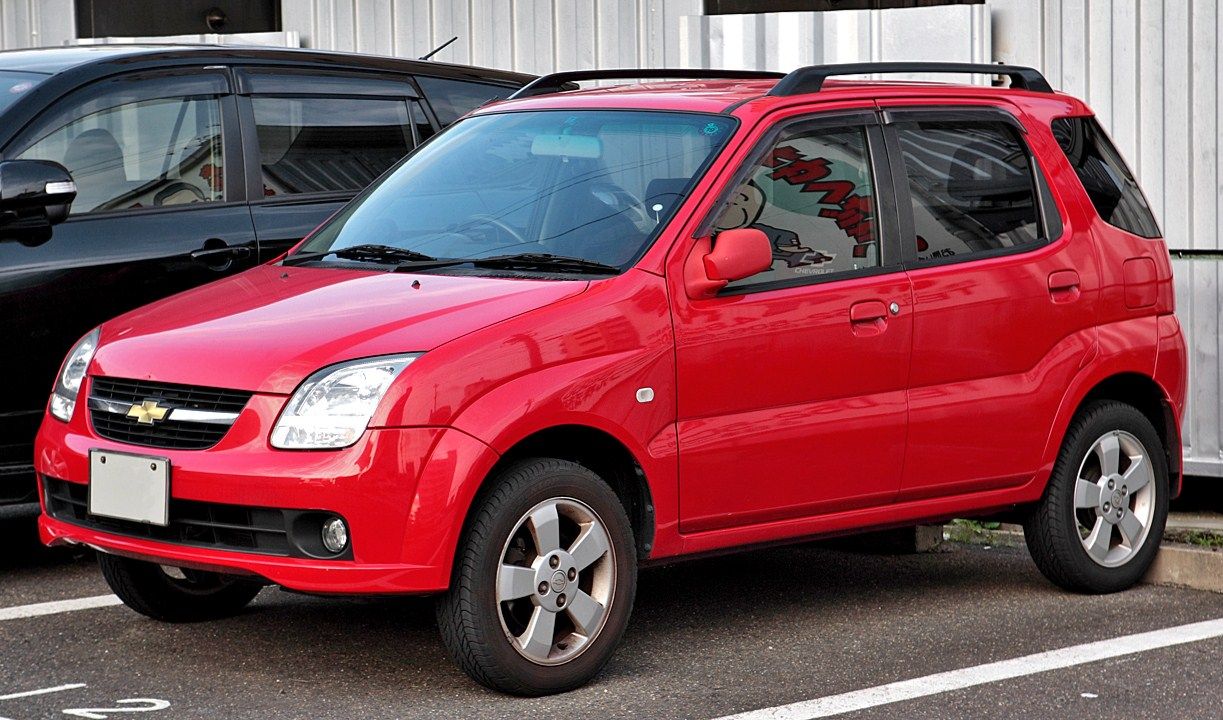
الجيل الأول من شيفرولية كروز الذي انتج في العام 2001 م وحتى العام 2007 م

شيفروليه كروز (بالإنجليزية: Chevrolet Cruze)‏ فئة سيارات من إنتاج شركة جنرال موتورز، وقد طرح الجيل الأول من طراز كروز في العام 2001م، حيث كانت تصَنَع في مصانع شركة سوزوكي اليابانية، وقد تركز بيع هذه المركبة في السوق اليابانية وبعض الأسواق الأوروبية حيث كانت سعة محركها آنذاك 1.5 لتراً وذلك فقد احتجت عليها بعض الدول الأوروبية حيث اعتبرت أن المحرك زائد عن الحاجة وبالتالي يؤدي إلى انبعاثات تلوث البيئة، علماً بأن القارة الأوروبية متقشفة جداً من ناحية سعة المحركات لذلك تنتشر هناك السيارات الصغير جداً والتي توازي شيفروليه سبارك وشيفروليه آفيو التي أصبحت بديله لشيفروليه كروز الجيل الأول التي تصغير كروز الجيل الثاني حجماً.

## الجيل الثاني (2008-)

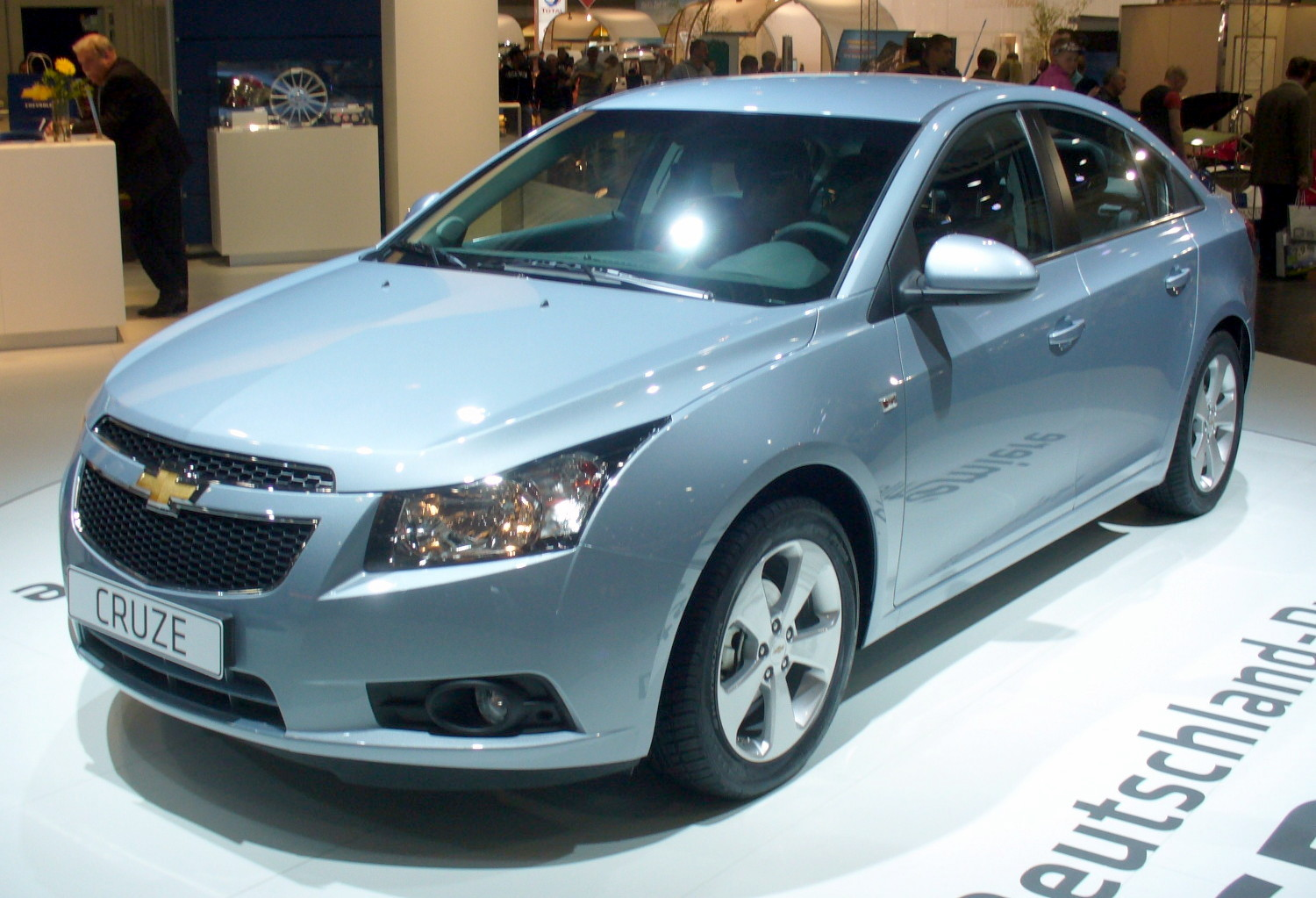
الجيل الثاني من شيفروليه كروز الجديدة

وفي العام 2008م أطلقت شركة شيفروليه الجيل الثاني من طرازها كروز الذي سيصنع في مصانع شيفروليه ومصانع الشركات التي تمتلكها جنرال موتورز وهما شركتا هولدن الأسترالية ودايو الكورية بدلا من سوزوكي اليابانية.
حيث أن مصانع شيفروليه الولايات المتحدة الأمريكية سيقتصر إنتاجها للسوق الأمريكية والسوق الكندية وبعض الدول المجاورة في حين أن مصانع هولدن الأسترالية ستبيع إنتاجها في السوق الأسترالية والنيوزيلندية، حيث أن مصانع دايو الكورية ستصدر إنتاجها للسوق الآسيوية والسوق الأوروبية والسوق الشرق أوسطية.

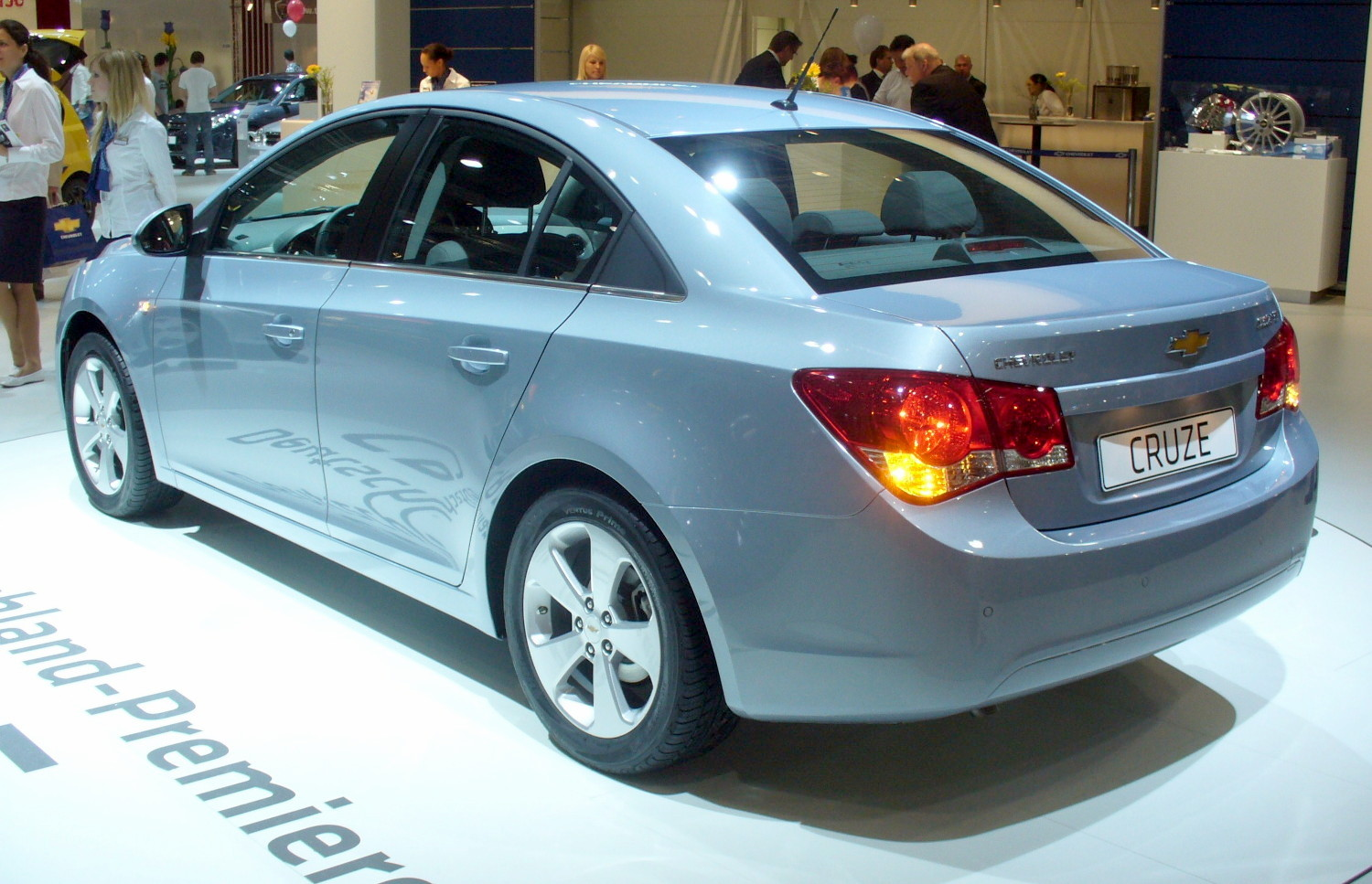
شيفروليه كروز من الخلف

وتحظى المركبة بشكل جميل وجذاب وكما أن حجمها مناسب للدول التي تعاني من ارتفاع أسعار الوقود وذلك لتعدد أحجام محركاتها التي تبدأ بسعة 1.4 لتراً وتنتهي بسعة 2.0 لتراً.

## المحركات والسعات
زودت شركة شيفرولية مركبتها كروز بجيلها الثاني بمحرك متطور وبأربع سعات مختلفة تلبي احتياجات المستهلكين حسب ظروفهم واحتياجاتهم.
- محرك سعته 1.4 لتراً بقوة 104 حصاناً
- محرك سعته 1.6 لتراً بقوة 111 حصاناً
- محرك سعته 1.8 لتراً بقوة 139 حصاناً
- محرك سعته 2.0 لتراً بقوة 150 حصاناً

## ناقل الحركة

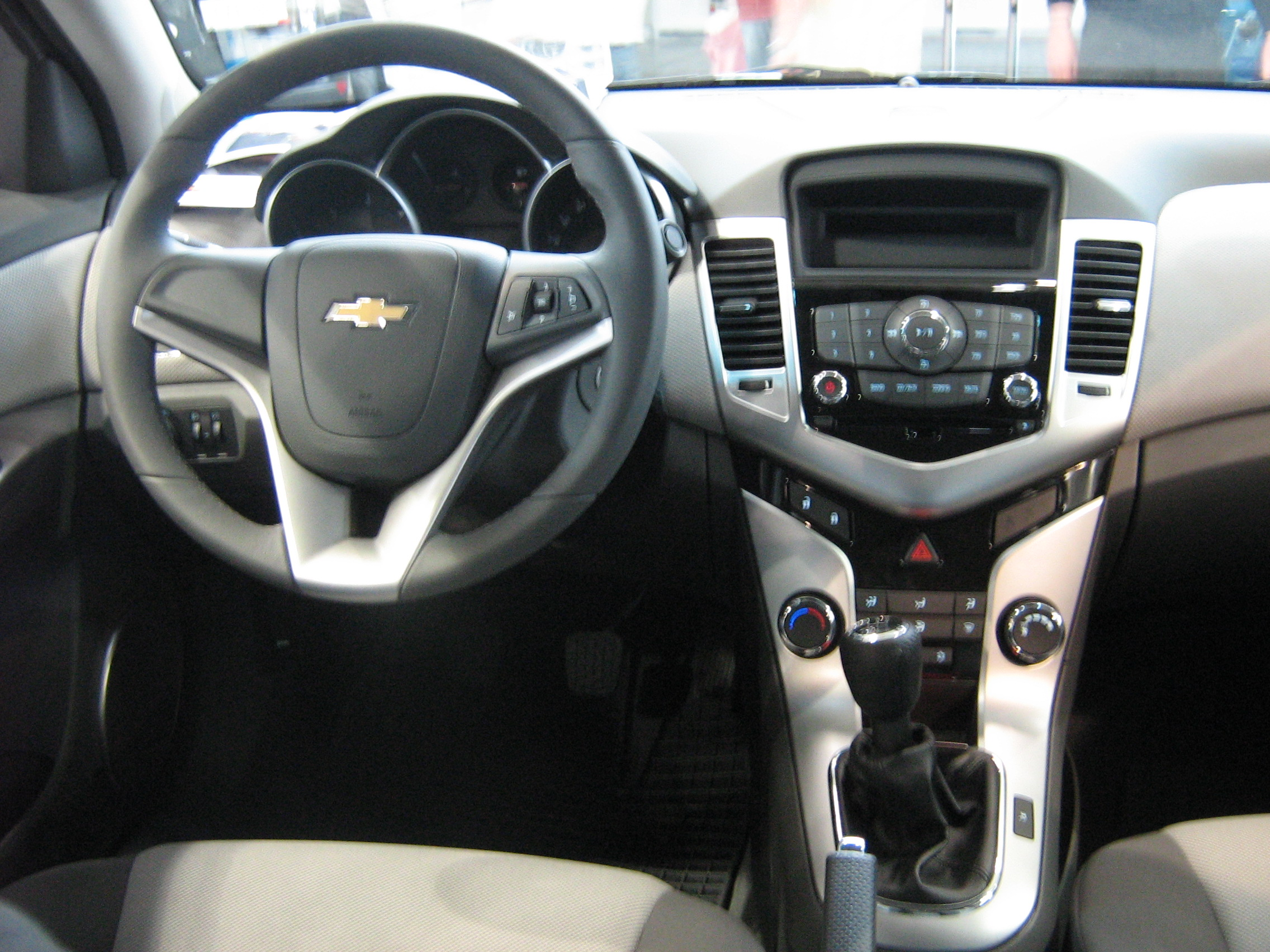
صورة داخلية لغرفة شيفروليه كروز ويبدو في الصورة ناقل الحركة اليدوي

تتوفر شيفروليه كروز بناقل حركة يدوي وناقل حركة أوتوماتيكي، حيث أن ناقل الحركة اليدوي فهو بخمسة سرعات يدوية وناقل الحركة الأوتوماتيكي فهو سداسي النسب أي بستة سرعات أوتوماتيكية.

## طرحها في الاسواق
تم طرح الجيل الثاني من الطراز كورز في السوق الأمريكية في العام 2008م ن على أن يتم طرحها في باقي أسواق العالم في صيف العام 2009م، وقد أنتخبت كأفضل سيارة في العالم من فئتها لعام 2010 واحتلت المرتبة الأولى خلال معرض الشرق الأوسط للسيارات 2010.

## معرض صور

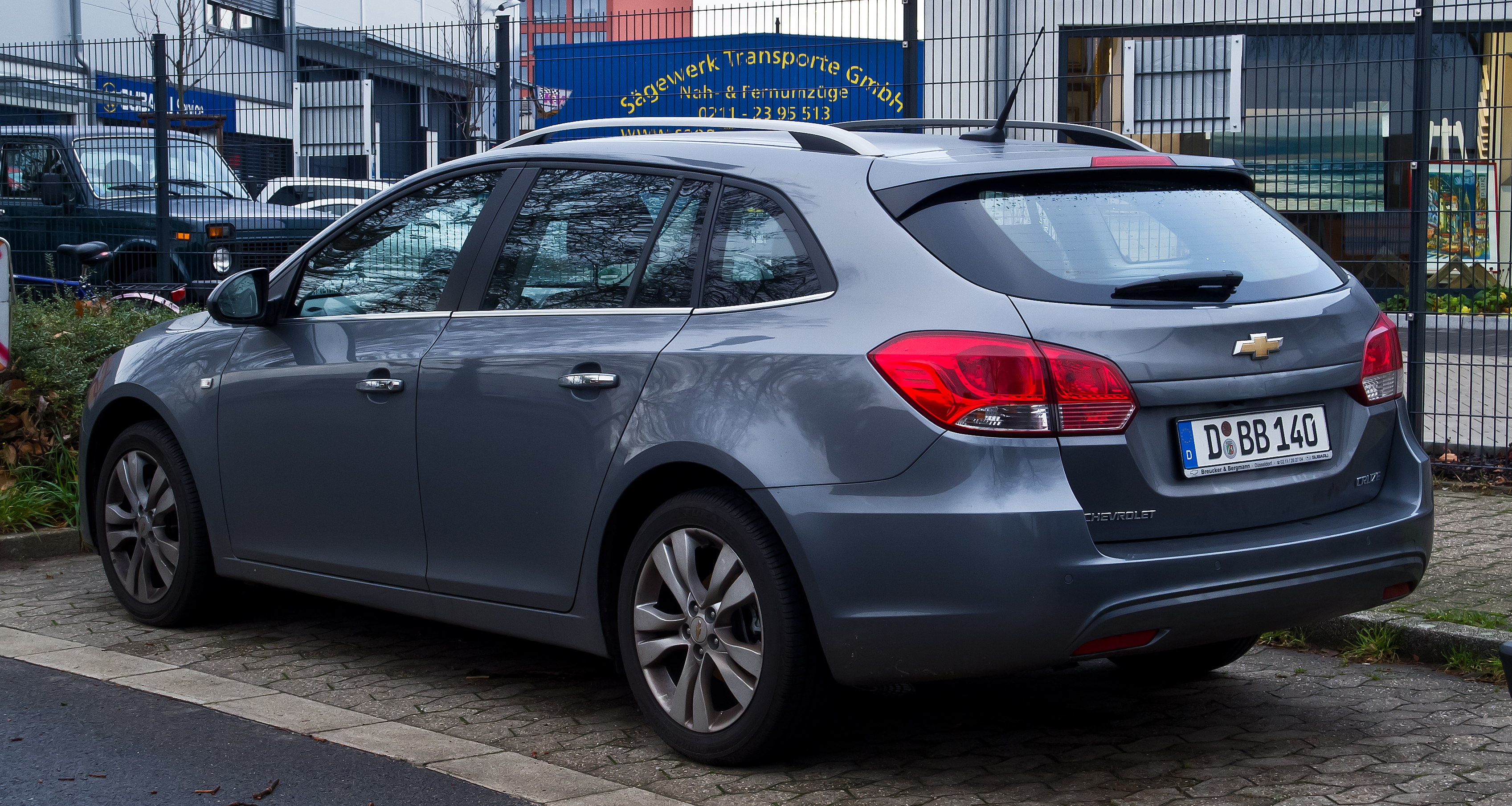
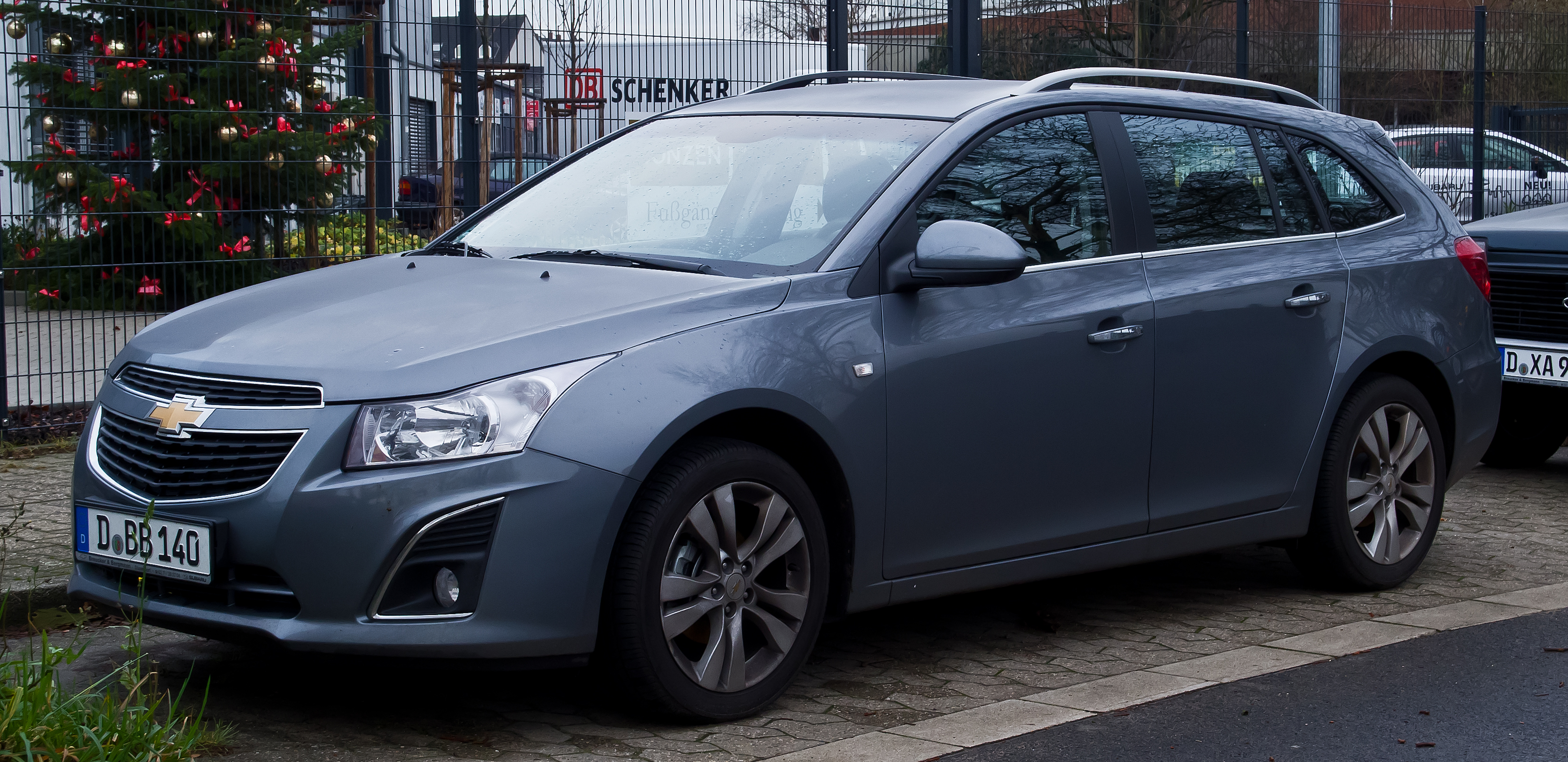
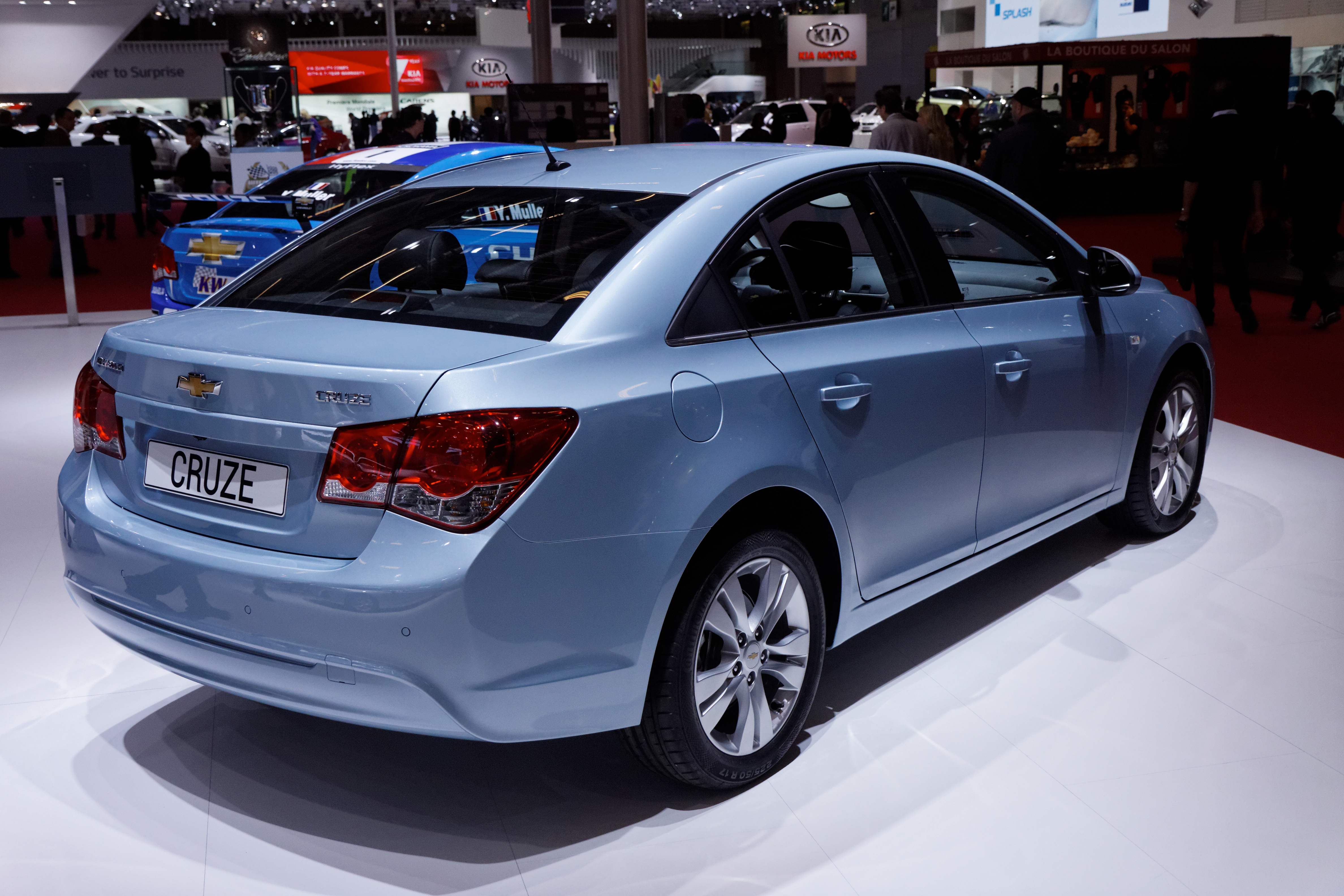
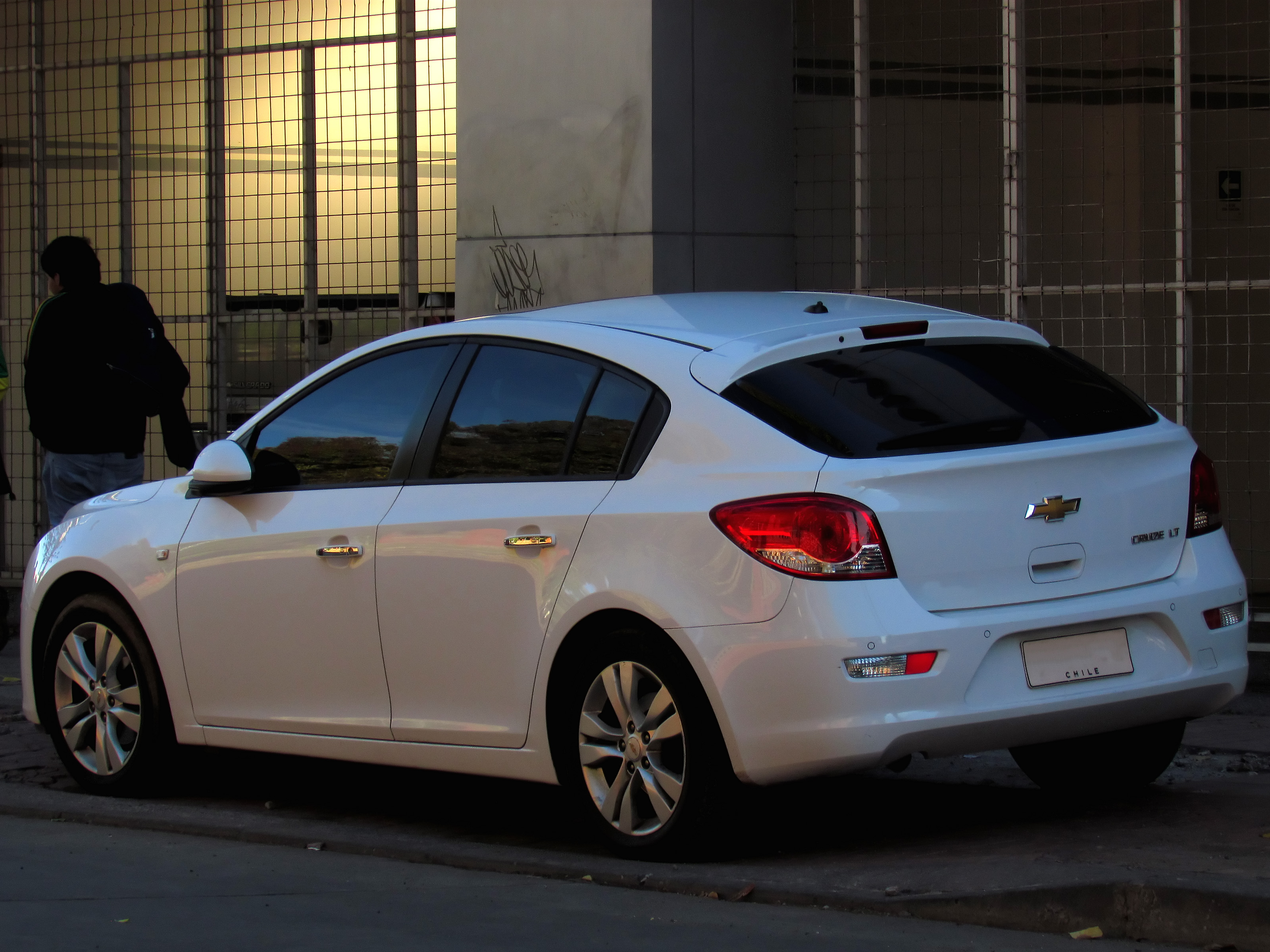

## وصلات خارجية
- الموقع الرسمي لشيفروليه الولايات المتحدة الأمريكية
- الموقع الرسمي لشيفروليه الشرق الأوسط